# エドゥアルド・アランダ
ロレンソ・エドゥアルド・アランダ（スペイン語: Lorenzo Eduardo Aranda、1985年1月28日 - ）は、パラグアイの首都・アスンシオン出身の同国代表サッカー選手。ポジションはミッドフィールダー。

## 経歴

### クラブ
アスンシオンに生まれ、地元のクラブ・オリンピアのユースで育つものの、トップチーム昇格はならなかった。その後、ウルグアイのランプラ・ジュニオルスに加入した。その後2007年初めにリベルプールFCに移籍した。
2009年7月31日にはウルグアイの強豪、ナシオナル・モンテビデオに移籍した。しかし、在籍期間はわずか1年に止まり、デフェンソール・スポルティングに移籍した。
2011年6月半ばには母国パラグアイに帰り、ユースを過ごしたクラブ・オリンピアに加入した。クラブが11年間遠ざかっていたリーガ・パラグアージャを2011年に獲得し、この制覇に際して彼は重要な役割を果たした。それ以降も活躍を果たし、2013年のコパ・リベルタドーレスでも活躍した。
2015年12月19日、ジェフユナイテッド市原・千葉に完全移籍で加入することが発表された。2016年はボール奪取力に優れたボランチとして負傷時を除き主力としてプレーした。翌2017年はシステムの変更などもあり出番を減らしたが、第20節岐阜戦ではJリーグ初ゴールも記録した。2017年12月7日、千葉を契約満了となったことが発表された。
2018年1月13日、パラグアイリーグ・デポルティーボ・サンタニに加入することが発表された。

### 代表
2012年7月9日の2014 FIFAワールドカップ・予選・ボリビア戦でパラグアイ代表としてデビューした。

## エピソード
- 2016年、青森山田高校から練習参加していた高橋壱晟（後に千葉に正式加入する）が大学進学を含め進路に悩んでいた際に、クラブは未来の活躍する姿を描いてもらおうとアランダと話す機会を設けた[6][7]。アランダは1時間以上にわたってプロの心構えを説き、高橋の素質を高く評価した。共にプロの世界でプレーしようと諭された高橋は感激のあまり涙した[6]。
- 2017年に着用した背番号14は友人に勧められた好みの番号[8]。

## 個人成績
| 国内大会個人成績 | 国内大会個人成績       | 国内大会個人成績 | 国内大会個人成績 | 国内大会個人成績 | 国内大会個人成績 | 国内大会個人成績 | 国内大会個人成績 | 国内大会個人成績 | 国内大会個人成績 | 国内大会個人成績 | 国内大会個人成績 |
| 年度             | クラブ                 | 背番号           | リーグ           | リーグ戦         | リーグ戦         | リーグ杯         | リーグ杯         | オープン杯       | オープン杯       | 期間通算         | 期間通算         |
| 年度             | クラブ                 | 背番号           | リーグ           | 出場             | 得点             | 出場             | 得点             | 出場             | 得点             | 出場             | 得点             |
| ウルグアイ       | ウルグアイ             | ウルグアイ       | ウルグアイ       | リーグ戦         | リーグ戦         | リーグ杯         | リーグ杯         | オープン杯       | オープン杯       | 期間通算         | 期間通算         |
| ---------------- | ---------------------- | ---------------- | ---------------- | ---------------- | ---------------- | ---------------- | ---------------- | ---------------- | ---------------- | ---------------- | ---------------- |
| 2006             | ランプラ・ジュニオルス |                  |                  | 25               | 1                |                  |                  |                  |                  | 25               | 1                |
| 2007-08          | リベルプール           |                  | プリメーラ       |                  |                  |                  |                  |                  |                  |                  |                  |
| 2008-09          | リベルプール           |                  | プリメーラ       |                  |                  |                  |                  |                  |                  |                  |                  |
| 2009-10          | N・モンテビデオ        |                  | プリメーラ       | 10               | 1                |                  |                  |                  |                  | 10               | 1                |
| 2010-11          | デフェンソール         |                  | プリメーラ       | 35               | 5                |                  |                  |                  |                  | 35               | 5                |
| パラグアイ       | パラグアイ             | パラグアイ       | パラグアイ       | リーグ戦         | リーグ戦         | リーグ杯         | リーグ杯         | オープン杯       | オープン杯       | 期間通算         | 期間通算         |
| 2011             | O・アスンシオン        |                  | パラグアージャ   |                  |                  |                  |                  |                  |                  |                  |                  |
| 2012             | O・アスンシオン        |                  | パラグアージャ   |                  |                  |                  |                  |                  |                  |                  |                  |
| 2013             | O・アスンシオン        |                  | パラグアージャ   |                  |                  |                  |                  |                  |                  |                  |                  |
| ブラジル         | ブラジル               | ブラジル         | ブラジル         | リーグ戦         | リーグ戦         | ブラジル杯       | ブラジル杯       | オープン杯       | オープン杯       | 期間通算         | 期間通算         |
| 2014             | ヴァスコ・ダ・ガマ     |                  | セリエB          | 46               | 0                |                  |                  |                  |                  | 46               | 0                |
| パラグアイ       | パラグアイ             | パラグアイ       | パラグアイ       | リーグ戦         | リーグ戦         | リーグ杯         | リーグ杯         | オープン杯       | オープン杯       | 期間通算         | 期間通算         |
| 2015             | O・アスンシオン        |                  | パラグアージャ   |                  |                  |                  |                  |                  |                  |                  |                  |
| 日本             | 日本                   | 日本             | 日本             | リーグ戦         | リーグ戦         | リーグ杯         | リーグ杯         | 天皇杯           | 天皇杯           | 期間通算         | 期間通算         |
| 2016             | 千葉                   | 22               | J2               | 27               | 0                | -                | -                | 2                | 0                | 29               | 0                |
| 2017             | 千葉                   | 14               | J2               | 16               | 2                | -                | -                | 1                | 0                | 17               | 2                |
| パラグアイ       | パラグアイ             | パラグアイ       | パラグアイ       | リーグ戦         | リーグ戦         | リーグ杯         | リーグ杯         | オープン杯       | オープン杯       | 期間通算         | 期間通算         |
| 2018             | サンタニ               | 14               | パラグアージャ   |                  |                  |                  |                  |                  |                  |                  |                  |
| 通算             | ウルグアイ             | ウルグアイ       | プリメーラ       |                  |                  |                  |                  |                  |                  |                  |                  |
| 通算             | ウルグアイ             | ウルグアイ       | その他           | 25               | 1                |                  |                  |                  |                  | 25               | 1                |
| 通算             | パラグアイ             | パラグアイ       | パラグアージャ   |                  |                  |                  |                  |                  |                  |                  |                  |
| 通算             | ブラジル               | ブラジル         | セリエB          | 46               | 0                |                  |                  |                  |                  | 46               | 0                |
| 通算             | 日本                   | 日本             | J2               | 43               | 2                | -                | -                | 3                | 0                | 46               | 2                |
| 総通算           |                        |                  |                  |                  |                  |                  |                  |                  |                  |                  |                  |

## 代表歴

### 試合数
- 国際Aマッチ 5試合（2012年-2015年）[9]

| パラグアイ代表 | 国際Aマッチ | 国際Aマッチ |
| 年             | 出場        | 得点        |
| -------------- | ----------- | ----------- |
| 2012           | 1           | 0           |
| 2013           | 0           | 0           |
| 2014           | 0           | 0           |
| 2015           | 4           | 0           |
| 通算           | 5           | 0           |